# 84. vestlige længdekreds
Den 84. vestlige længdekreds (eller 84 grader vestlig længde) er en længdekreds, der ligger 84 grader vest for nulmeridianen. Den løber gennem Ishavet, Nordamerika, Caribien, Mellemamerika, Stillehavet, det Sydlige Ishav og Antarktis.